# Cabinet (format de fichier)
Pour les articles homonymes, voir CAB et Cabinet.
Les fichiers d'extension CAB (pour Cabinet) sont des fichiers archives compressés de Microsoft. On les retrouve par exemple sur les CD-ROM d'installation de Microsoft Windows, ou de Microsoft Office.
Le format de fichier CAB accepte trois méthodes de compression de données :
- Deflate, inventé par Phil Katz, l'auteur du format ZIP,
- Quantum, sous licence de David Stafford, l'auteur de Quantum Archiver,
- LZX, inventé par Jonathan Forbes et Tomi Poutanen, offert à Microsoft quand J. Forbes rejoignit l'entreprise.

L'extension de fichier CAB est aussi utilisée dans divers installeurs (InstallShield, ...), bien qu'il ne s'agisse pas du même format de fichier, ceux-ci peuvent être listés ou décompressés en utilisant les utilitaires UnShield "i5comp" et "i6comp" intégrés dans Unshield (package debian uniquement) et pour Windows : le logiciel ZipScan auquel doit y être adjoint manuellement la bibliothèque "ZD51145.DLL".
Pour pouvoir ouvrir les fichiers CAB (pour extraire un fichier DLL par exemple)
- dans Windows Vista, le fichier .cab est cité dans l'arborescence des répertoires et son contenu visible dans la liste des fichiers. Il suffit d'un clic gauche et d'extraire.
- dans les autres Windows, cliquez sur le bouton Démarrer puis sur Exécuter. Saisissez alors la commande suivante puis validez par CTRL :

```
regsvr32 cabview.dll
```

À noter qu'un utilitaire dans Windows XP et Windows 7 existe pour créer un fichier CAB. Attention on ne peut y inclure des dossiers mais seulement des fichiers.
Cliquez sur DÉMARRER, EXÉCUTER puis tapez  IEXPRESS.